# Crypt4you
Crypt4you és un nou format de MOOC (Massive Open Online Course) de caràcter gratuït i especialitzat en la seguretat de la informació. Aquesta plataforma d'aprenentatge, que va esdevenir el primer curs en llengua castellana de seguretat de la informació, va néixer el 15 de març de l'any 2012 dins de la "Red Telemática de Criptografía y Seguridada de la Información Criptored" de la Universidad Politécnica de Madrid.
La iniciativa Crypt4you ofereix una nova sessió cada 15 dies. Aquestes sessions estan desenvolupades per investigadors i professors que formen part de Criptored. La seva voluntat és la de convertir-se en l'Aula Virtual de parla castellana de referència en seguretat de la informació.
L'any 2017 els seus cursos superen les 888.500 visites, confirmant i atorgant una rellevància a les seves propostes formatives online. Els cursos que ofereix Crypt4you són, seguint el seu ordre de publicació: Algorisme RSA, Privacitat i protecció de comunicacions digitals, Computació i criptografia quàntica, Sistemes de pagament electrònic, Criptografia amb corbes el·líptiques i Introducció a la seguretat informàtica i criptografia clàssica. Cal destacar, que els quatre primers cursos estan acabats, però els dos últims encara estan en fase de desenvolupament.
Criptored, més enllà d'aquest, també desenvolupa altres projectes de formació masiva com per exemple els cursos avançats de seguretat online, l'Enciclopèdia Visual de SEguretat de la Informació Intypedia i les Càpsules Formatives Thoth.